# Псилантропизм
Псилантропизм — одно из христианских еретических учений. В контексте учения о спасении в Православной Церкви противоположно докетизму. Суть псилантропизма состоит в утверждении бессилия Бога в определенное время или ситуации. В частности постулируется, что будучи распят, Иисус Христос был также бессилен спасти или спастись, как и распятые вместе с ним разбойники.
Ереси противопоставляется исповедание благоразумного разбойника на кресте, описанное в Евангелии от Луки:

«39 Один из повешенных злодеев злословил Его и говорил: если Ты Христос, спаси Себя и нас. 40 Другой же, напротив, унимал его и говорил: или ты не боишься Бога, когда и сам осуждён на то же? 41 и мы осуждены справедливо, потому что достойное по делам нашим приняли, а Он ничего худого не сделал. 42 И сказал Иисусу: вспомни меня, Господи, когда приидешь в Царство Твоё! 43 И сказал ему Иисус: истинно говорю тебе, ныне же будешь со Мной в раю». (Лк.23, 39-43)

(Источник: А. И. Сидоров. Возникновение греческой апологетики. Реферат. http://referat.bestfinds.ru/culture/culture-referat_005.php%5B%5D (недоступная+ссылка))